# Бренсбах
Бренсбах (њем. Brensbach) општина је у њемачкој савезној држави Хесен. Једно је од 15 општинских средишта округа Оденвалд. Према процјени из 2010. у општини је живјело 5.230 становника. Посједује регионалну шифру (AGS) 6437003.

## Географски и демографски подаци
Бренсбах се налази у савезној држави Хесен у округу Оденвалд. Општина се налази на надморској висини од 180-280 метара. Површина општине износи 23,2 km². У самом мјесту је, према процјени из 2010. године, живјело 5.230 становника. Просјечна густина становништва износи 226 становника/km².

## Међународна сарадња
| Мјесто     | Држава    | Врста сарадње | Од    |
| ---------- | --------- | ------------- | ----- |
| Ези сир Ер | Француска | партнерство   | 1977. |
| Извор      |           |               |       |